# 七飯宏隆
七飯 宏隆（ななえ ひろたか、1973年 - ）は日本のライトノベル作家。千葉県生まれ。明治大学文学部卒業。2004年、第11回電撃小説大賞に応募した『少女禁猟区・世界で最後の1人+8』（文庫刊行時に『ルカ -楽園の囚われ人たち-』に改題）で大賞を受賞。翌年2005年にデビューを果たす。

## 作品リスト
- ルカ -楽園の囚われ人たち- （電撃文庫、メディアワークス）
- 座敷童にできるコト （電撃文庫、メディアワークス）
- タロットの御主人様。 （電撃文庫、メディアワークス）
- 放課後限定勇者さま。 （電撃文庫、メディアワークス）